# Encarsia gunturensis
Encarsia gunturensis är en stekelart som först beskrevs av Azim och Shafee 1980.  Encarsia gunturensis ingår i släktet Encarsia och familjen växtlussteklar. Inga underarter finns listade i Catalogue of Life.